# Ainu
För andra betydelser, se Ainu (olika betydelser).

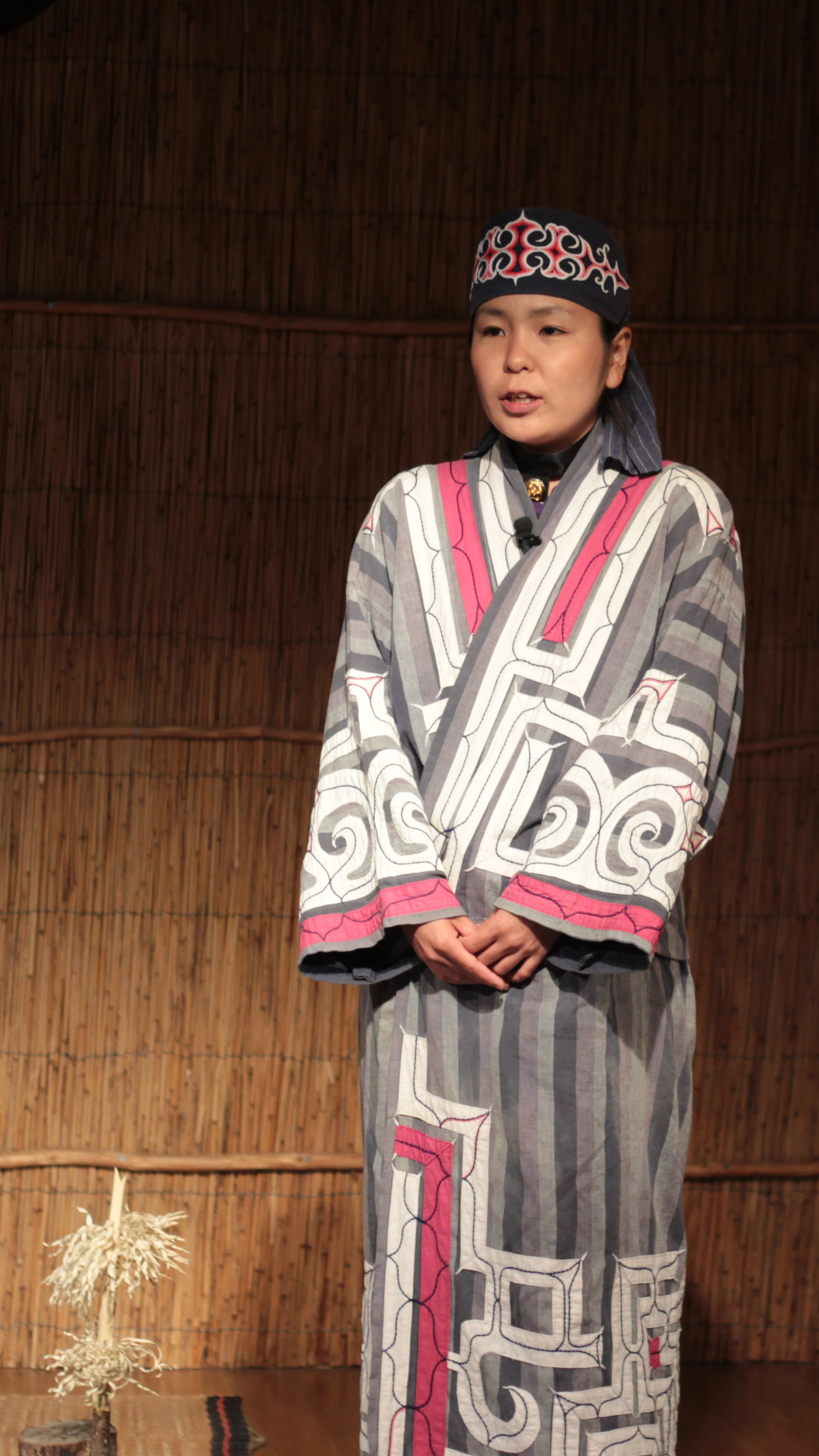
Ainukvinna på Ainu Museum, 2013

Ainu (アィヌ,愛努) är en ursprungsbefolkning, som huvudsakligen finns på den japanska ön Hokkaido, men även på Sachalin och Kurilerna i Ryssland. Tidigare har de även funnits på norra Honshu i Japan. Ordet ainu betyder människa på deras traditionella språk ainu. En del föredrar benämningen utari (ウタリ, kamrat). I officiella sammanhang används båda benämningarna.
Den japanska koloniseringen av Hokkaido ledde under 1400-talet och framåt till strider med ainufolket som kuvades slutgiltigt under 1800-talet. Ainufolket påbjöds då japanska seder och kläder. Kvar finns idag 24 000 personer på ön Hokkaido som fortfarande klassas som ainu. Väldigt få praktiserar religionen och språket ainu talas idag endast av tio personer. I dag arbetar de flesta ainu inom fiskerinäringen och den traditionella ainukulturen finns bara bevarad i ett fåtal byar som lever av turism. Det finns också mindre grupper av ainu i Ryssland - på Sachalin, Kamtjatka och Kurilerna. De talar dock inte längre språket ainu.

## Traditionell kultur
Traditionell ainuklädsel utgörs av tyg vävt av almbarkfibrer och hudar. Klädseln är dekorerad med geometriska figurer. Männen har traditionellt stora skägg och kvinnorna mustaschliknande tatueringar runt munnen. Religionen kretsar kring besjälade naturkrafter som kallas "kamuy" och den viktigaste religiösa ritualen var att offra björnar. Både bruket att tatuera kvinnor kring munnen och offra björnar förbjöds när ainufolket kuvades av japanerna.